# سازاوا (ناحیه بنشوف)
سازاوا (به چکی: Sázava) یک منطقهٔ مسکونی در جمهوری چک است که در ناحیه بنشوو واقع شده‌است. سازاوا ۳٬۸۰۰ نفر جمعیت دارد.